# Gouvernement Sharett II
 (juillet 2025).
Si vous disposez d'ouvrages ou d'articles de référence ou si vous connaissez des sites web de qualité traitant du thème abordé ici, merci de compléter l'article en donnant les références utiles à sa vérifiabilité et en les liant à la section « Notes et références ».
État d'Israël
Sharett I Ben Gourion V
Le gouvernement Sharett II est le sixième gouvernement d'Israël et a été formé par Moshé Sharett le 29 juin 1955, lors de la deuxième Knesset. 
Le gouvernement fut formé après la démission de Moshé Sharett, fragilisé par une motion de censure et le refus du soutien des Sionistes généraux. Il servit de gouvernement intérimaire jusqu'à l'élection de la troisième Knesset en 1955.
Il est composé de 15 ministres et de 1 ministre délégué.

## Historique

### Formation
Le gouvernement a été créé après la démission de Moshé Sharett le 29 juin 1955. Sharett a décidé de démissionner à la suite du refus des quatre ministres des Sionistes généraux de démissionner du gouvernement, après avoir décidé de s'abstenir de présenter une motion de censure concernant le procès Kastner. 
Lors des quatre mois en fonction, le gouvernement sert essentiellement de gouvernement intérimaire jusqu'au élections de la troisième Knesset en 1955.

## Composition
- Les nouveaux ministres sont indiqués en gras, ceux ayant changé d'attributions en italique.

| Image | Portefeuille                                                                     | Titulaire | Titulaire                             | Parti                |
| ----- | -------------------------------------------------------------------------------- | --------- | ------------------------------------- | -------------------- |
|       | Premier ministre Ministre des Affaires étrangères                                |           | Moshé Sharett                         | Mapaï                |
|       | Ministre de l'Agriculture                                                        |           | Peretz Naftali (en)                   | Mapaï                |
|       | Ministre du Développement Ministre de la Santé                                   |           | Dov Yossef                            | Mapaï                |
|       | Ministre de l'Éducation et de la Culture                                         |           | Ben-Zion Dinur                        | Mapaï                |
|       | Ministre de la Défense                                                           |           | David Ben Gourion                     | Mapaï                |
|       | Ministre des Finances                                                            |           | Levi Eshkol                           | Mapaï                |
|       | Ministre de la Justice                                                           |           | Pinhas Rosen                          | Parti progressiste   |
|       | Ministre du Travail                                                              |           | Golda Meir                            | Mapaï                |
|       | Ministre de la Police                                                            |           | Bechor-Shalom Sheetrit                | Mapaï                |
|       | Ministre des Postes                                                              |           | Yosef Burg                            | Hapoel Hamizrahi     |
|       | Ministre de l'Intérieur Ministre des Religions Ministre de la Protection sociale |           | Haim-Moshe Shapira                    | Hapoel Hamizrahi     |
|       | Ministre du Commerce et de l'Industrie                                           |           | Peretz Bernstein                      | Sionistes généraux   |
|       | Ministre des Transports                                                          |           | Yosef Sapir (en)                      | Sionistes généraux   |
|       | Ministre délégué à l'Éducation et à la Culture                                   |           | Kalman Kahana (jusqu'au 15 août 1955) | Poale Agoudat Israel |